# Bernard Guidoni

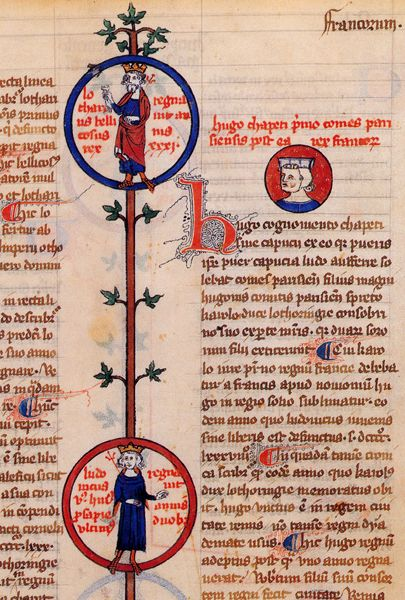
Bernard Gui Arbor genealogiae regum Francorum' - A francia királyok családfája

Bernard Guidoni vagy Bernardo Gui (latinul: Bernardus Guidonis) (Royères, 1261 vagy 1262 – Lauroux, 1331. december 30.) francia származású dominikánus inkvizítor, Tui és Lodève püspöke volt. Nevét egyfelől az albingensek elleni 1307 és 1323 közötti fellépése, valamint Umberto Eco A rózsa neve című regénye tette ismertté.

## Működése
Royères-ben, Limousin tartományban született valamikor 1261 körül. Limoges-ban lépett be a domonkosok közé, s tett fogadalmat 1280-ban. 1290-ben Albi, majd hamarosan Carcassonne, Castres és Limoges priorjává nevezték ki. A korszak Franciaország újraegyesülésének időszaka volt, mikor az Ile-de-France királyai megpróbálták a királyi legisták, mint pl. Guillaume Nogaret, Enguerrand de Marigny, Pierre Flotte útján, hűbéri felsőbbségükre hivatkozva visszaperelni a hűbéres tartományokat. A központosító törekvések másik eszköze az egyház volt, mely fellépett a toulouse-i grófok által is támogatott dél-franciaországi albingens eretnekek ellen -olyannyira, hogy Simon de Monfort vezetésével egyenesen keresztes hadjáratra is sor került a XIII. század első felében. A hadjárat csúcspontja Carcassonne és Béziers városának elfoglalása volt, ahol a keresztesek - követve a velük lévő szerzetesek érvelését, miszerint az Úr úgyis megismeri az övéit - mindenkit legyilkoltak.
A térségben rendkívül elterjedt volt az eretnekség, ami egyenesen egy ellenegyház kialakulásával fenyegetett, saját üdvtannal, és szervezetrendszerrel. Emiatt az itt tevékenykedő szerzeteseket kiemelten jutalmazták. Maga Gui előbb Tui, majd Lodève püspöke lett. A szintén a térségben működő Jacques Fournier pedig XII. Benedek néven pápa lett - inkvizítori tevékenységének jegyzőkönyvei jórészt mai is megvannak - ezekből kiindulva írta Emmanuel Le Roy Ladurie a Montaillou című mikrotörténeti szintézisét.
Gui kb. 15 évig tartó vizsgálódás során 900 eretnekgyanús esetet vizsgált meg,a vizsgálattal érintettek közül 42-t ki is végeztek. Gui egy külön kézikönyvet, a Practica Inquisitionis Heretice Pravitatis (Az inkvizíció gyakorlata) is összeállított az eretneküldözők számára. Ebben a műben 4 típust különböztet meg az eretnekek közöttː manicheusokat, valdenseket, a hamis apostolokat és a beguinákat. Árulóknak minősítette a zsidókat, a boszorkányokat, a jövendőmondókat és a démonidézőket. "Munkássága" megelőlegezte a késő középkor hírhedt művének, a Boszorkányok pörölyének a szellemiségét.

## Irodalmi hagyatéka
Bár idejének jó részét lefoglalta az eretnekek elleni harc, mégis számos könyvet hagyott hátra. Az egyik a Flores chronicorum,azaz a Krónikák virágai, egy válogatás kora krónikáiból, melyet egy 1331-ig tartó világtörténetté fűzött össze. Számos művet írt még ezen kívül egyes szentek életéről, helyi püspökségekről, illetve a francia királyi család családfájáról.

## Fordítás
Ez a szócikk részben vagy egészben  a   Bernard Gui című angol Wikipédia-szócikk ezen változatának fordításán alapul.  Az eredeti cikk szerkesztőit annak laptörténete sorolja fel. Ez a jelzés csupán a megfogalmazás eredetét és a szerzői jogokat jelzi, nem szolgál a cikkben szereplő információk forrásmegjelöléseként.

## Magyar nyelvű forrás
- Szántó Konrád: A katolikus egyház története. Budapest: Ecclesia. 1987.  ISBN 9633634814
- Klaniczay Gábor (szerk.): Európa ezer éve: a középkor I-II. Budapest: Osiris. 2005.  ISBN 9633898196
- Láng Benedek: Mágia a középkorban. Typotex Kiadó, Budapest, 2007.